# Ji Yanyan
Dans ce nom chinois, le nom de famille, Ji, précède le nom personnel.
Ji Yanyan (en chinois : 纪妍妍), née le 29 mai 1985, dans la province du Heilongjiang, en Chine, est une joueuse chinoise de basket-ball. Elle évolue au poste d'arrière. Elle faisait partie de l'équipe chinoise lors des Jeux olympiques d'été de 2012.

## Palmarès
- Championne d'Asie 2011